# Stenandrium chameranthemoideum
Stenandrium chameranthemoideum là một loài thực vật có hoa trong họ Ô rô. Loài này được Oerst. miêu tả khoa học đầu tiên năm 1855.